# Bauta (Cuba)
Pour les articles homonymes, voir Bauta.
Bauta est une ville et une municipalité de la province d'Artemisa, à Cuba.

## Géographie

### Situation
Bauta se trouve dans la partie occidentale de l'île de Cuba, à la pointe nord-est de la province d'Artemisa, à 29 km sud-ouest de La Havane et 40 km nord-ouest de sa capitale de province Artemisa. Bauta fait partie de l'agglomération de La Havane.

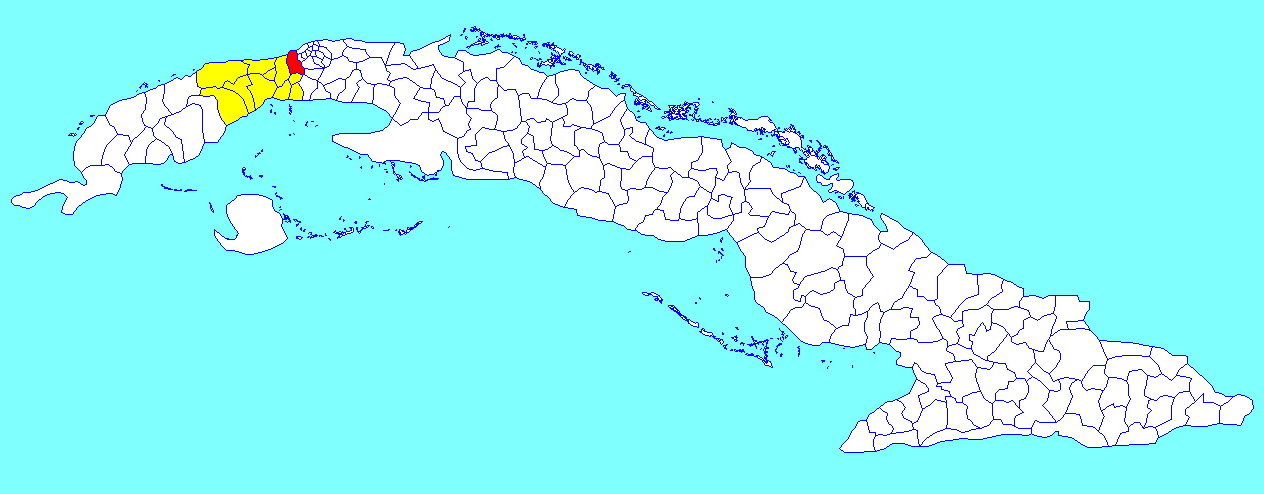
Municipalité de Bauta dans la province d'Artemisa

### Divisions administratives
La municipalité inclut quatre consejos populares :
- Anafe
- Baracoa (Playa Baracoa)
- Cangrejeras
- Corralillo[4]

## Population
En 2022, la population était estimée à 51 300 habitants ; pour une surface de 154,6 km2, la densité de population est de 331,8/km².
La ville comptait 23 557 habitants lors du recensement de 2012.

## Histoire
La date de fondation de la ville est le 14 janvier 1879. Bauta était plus connue au niveau international comme l'emplacement d'une base d'écoute soviétique destinée à espionner les États-Unis. En 2000, le service connu sous le nom de base de Lourdes a été fermé par le gouvernement russe.
Bauta le centre régional du commerce local de la communauté agricole. Les cultures locales sont la canne à sucre, l'ananas, le tabac, et les agrumes. Ces dernières années, Bauta est devenue une terre d'asile pour les artistes et les musiciens cubains.

## Jumelage
- Saran (France) (il s'agit plutôt d'un partenariat).